# Digorie

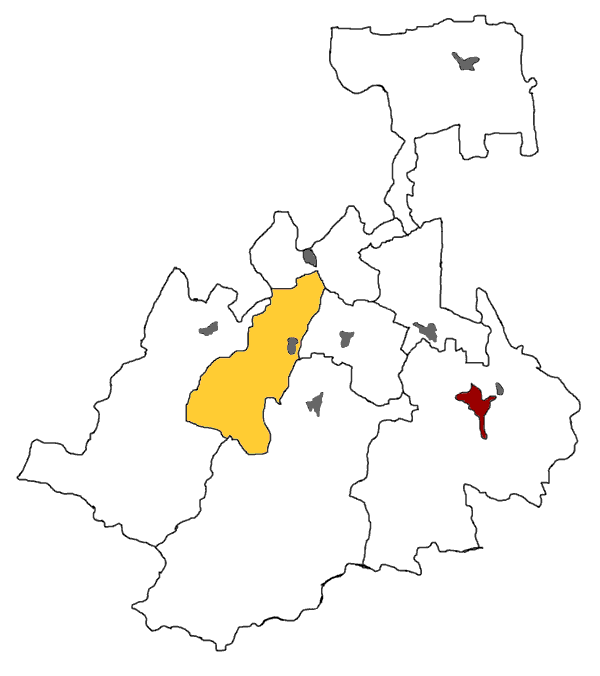
Carte du raïon actuel de Digora

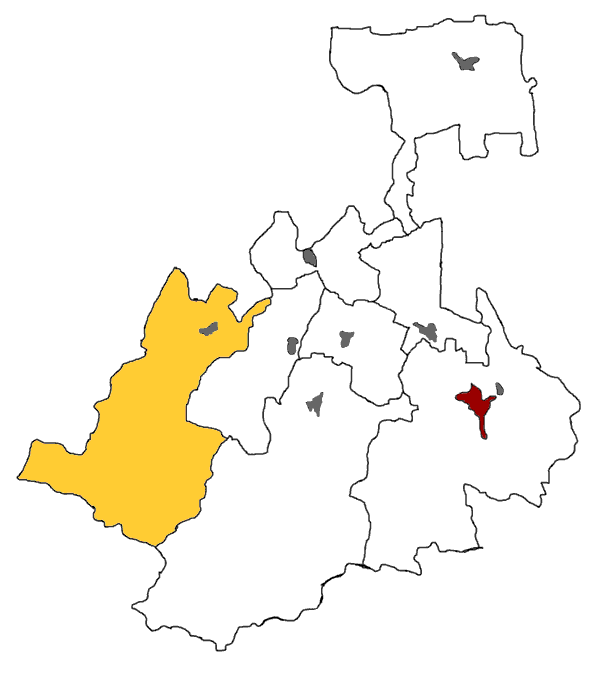
Carte du raïon actuel d'Iraf

La Digorie (en russe : Диго́рия ; en ossète digorien : Диго́рæ) est une région historique de l'ouest de la république d'Ossétie du Nord appartenant à la fédération de Russie. Elle s'étend dans le bassin de l'Ouroukh (Iraf en ossète) sur le versant nord du Caucase principal et recouvre les territoires actuels des raïons d'Iraf et de Digora. Elle est divisée en plusieurs zones montagneuses : la Grande Digorie, la plaine de Digorie, le Donifars (ce qui signifie versant de la vallée) et l'Ouallagkom (vallée profonde supérieure).
La Digorie est le territoire historique des Digoriens, groupe ethnique ossète disposant de son propre dialecte. Elle a été cartographiée notamment par Nikolaï Busch à la fin du XIXe siècle.

## Source
- (ru) Cet article est partiellement ou en totalité issu de l’article de Wikipédia en russe intitulé « Дигория » (voir la liste des auteurs).